# Wien-Effekt
Der Wien-Effekt (nach Max Wien) beschreibt ein Verhalten von gelösten Ionen in Elektrolyten bei hohen elektrischen Feldstärken.

## Überblick
In einer Elektrolytlösung sind Ionen von gegensinnig geladenen Ionen umgeben, so Kationen von mehreren Anionen, welche wiederum von mehreren Kationen umgeben sind. Diese Umgebung um das Zentralion nennt man auch Ionenwolke oder Ionen-Atmosphäre.
Wenn kein elektrisches Feld anliegt, ist die Ionen-Atmosphäre annähernd kugelsymmetrisch, so dass die Ladungsschwerpunkte zusammenfallen. Legt man jedoch ein elektrisches Feld an, so wird die Ladungsverteilung deformiert, die Ionen werden von der gegensinnig geladenen Elektrode angezogen. Also liegen die Ladungsschwerpunkte nicht mehr zusammen, und das dadurch entstandene elektrische Feld bremst die Ionenbewegung, den Ladungstransport und damit den Stromfluss ab.
Beide Wiensche Effekte sind nicht getrennt voneinander zu beobachten, sie scheinen vielmehr gleichzeitig aufzutreten. Der bei schwächeren Feldern vorherrschende Erste Wiensche Effekt geht bei stärkeren Feldern in den vorwiegenden Zweiten Wienschen Effekt über.

### Erster Wienscher Effekt
Der Erste Wiensche Effekt erklärt, dass die Leitfähigkeit einer Elektrolytlösung bei hohen Feldstärken wieder stark zunimmt und sich von einer unendlichen verdünnten Lösung kaum mehr unterscheidet:
{\displaystyle \Lambda _{E}\vert _{E\to \infty }=\Lambda _{\infty }}
mit
- {\displaystyle \Lambda _{E}}: molare Leitfähigkeit bei der Feldstärke E.
- {\displaystyle \Lambda _{\infty }}: molare Leitfähigkeit bei unendlicher Verdünnung.

Ursächlich vermutet man, dass die Bremseffekte der Ionen-Atmosphäre eliminiert werden, indem man die Ionen so stark beschleunigt, dass die Ionen-Atmosphäre sich gar nicht erst vollständig bilden kann bzw. die Relaxationszeit der Ionen-Atmosphäre zu groß ist, um sie während des Elektrolyseprozesses einzustellen. Typische Feldstärken hierfür liegen oberhalb von 10.000 V/cm; hier beträgt die Ionengeschwindigkeit 10 cm/s.
Beachtet werden muss dabei, dass bei zu hohen Spannungen an den Elektroden zu hohe Geschwindigkeiten der Ionen erzeugt werden, so dass das Reibungsgesetz von Stokes modifiziert werden muss, welches in der Rechnung enthalten ist.

### Zweiter Wienscher Effekt
Der Zweite Wiensche Effekt beschreibt das Verhalten der Elektrolyse schwacher Elektrolyte in einem starken Feld. Theoretisch wurde der Effekt von Lars Onsager untersucht.
In einem starken Feld treten bei schwachen Säuren und Salzen (Elektrolyten) Effekte von etwa fünf- bis zehnfacher Größe in Vergleich zu starken Säuren auf. Die Stärke einer Säure hängt mit der Säurekonstante und dem zugehörigen {\displaystyle pK_{s}}-Wert zusammen. Diese Effekte können nicht mehr durch Ionenwolkeneffekte erklärt werden. Es tritt die Wirkung der verstärkten Dissoziation schwacher Säuren und Salze in starken Feldern auf. Der Effekt beruht auf der Vermehrung der Zahl der Ionen, also einer resultierenden Erhöhung der Ionenkonzentration.
Es handelt sich dabei entweder um eine Ionisation der Elektrolytmoleküle durch Ionenstoß, oder das starke Feld bewirkt eine Trennung der Ionen in den Molekülen, die sich schon aufgrund der Wärmebewegung in einer aufgelockerten Verbindung befinden.
Die Onsagersche Theorie nimmt an, dass die Dissoziation eines schwachen Elektrolyten in zwei Schritten abläuft:
1. Aufbrechen der Kovalenten Bindung {\displaystyle HA\rightleftharpoons (H^{+}A^{-})} unter Bildung eines Bjerrumschen Ionenpaars (siehe Ionenassoziation)
2. Aufbrechen des Bjerrumschen Ionenpaars {\displaystyle (H^{+}A^{-})\rightleftharpoons H^{+}+A^{-}}

Der zweite Wien-Effekt besagt (laut Onsager), dass die Dissoziationskonstante für einen schwachen 1,1 Elektrolyten in Anwesenheit eines elektrischen Feldes {\displaystyle {\vec {E}}} gegeben ist durch:
{\displaystyle K_{E}=K_{0}\cdot \left({\sqrt {s/\pi }}(8b)^{-3/4}\exp(8b)^{1/2}\right)} mit {\displaystyle b={\frac {e^{3}|{\vec {E}}|}{8\pi \varepsilon _{0}\varepsilon _{r}k_{\mathrm {B} }^{2}T^{2}}}} und {\displaystyle K_{0}} die Dissoziationskonstante ohne elektrisches Feld.